# Hysteropterum punctulatum
Hysteropterum punctulatum är en insektsart som först beskrevs av Jules Pièrre Rambur 1840.  Hysteropterum punctulatum ingår i släktet Hysteropterum och familjen sköldstritar. Inga underarter finns listade i Catalogue of Life.